# Tô Nem Aí
"Tô Nem Aí" é uma canção da cantora Luka, lançada como o carro-chefe de seu álbum de estreia Porta Aberta e composta em parceria com o produtor músical Alessandro Tausz, Lara e o cantor e compositor Latino.
A canção utiliza uma técnica vocal conhecida como yodel, de acordo com a cantora, a ideia de utilizar a técnica foi do seu produtor musical e empresário Alessandro Tausz, que comparava a voz dela com a de Shakira.
A canção entrou para a trilha sonora da série Malhação da Rede Globo, e, a partir daí, a música começou a ser pedida em todas as rádios brasileiras. No ano de 2003, ganhou no programa Domingão do Faustão o prêmio de melhor música do ano pelo Melhores do Ano. Depois, embalou um comecial da Chevrolet, e sendo assim, permaneceu por várias semanas entre as mais tocadas nas rádios até o lançamento de "Porta Aberta", segundo single da cantora.

## Videoclipe
A música logo ganhou um vídeo clipe. No vídeo, dirigido por Eduardo Aguillar, Luka canta enquanto ela mesma passeia pela praia com um namorado interpretado por Mário Frias durante várias partes do clipe.
Em um apartamento ela vai desenhando e arrumando suas coisas, logo ela sai de carro. O vídeo termina com o seu namorado chegando ao apartamento, vendo o desenho, sorrindo e indo embora.

## Formatos e faixas
| - "12 — Alemanha 1. "Tô nem ai" (Shaved Legs Remix) - 5:17 2. "Tô nem ai" (Tool Acapella) - 1:31 3. "Tô nem ai" (Delication Remix) - 6:04 4. "Tô nem ai" (Electroglam Remix) - 5:22 - "12 — Estados Unidos 1. "Tô nem ai" (Delication Club Mix) - 6:04 2. "Tô nem ai" (Shaved Legs Club Mix) - 5:18 3. "Tô nem ai" (Orange Factory English Club Mix) - 6:44 - "12 — França 1. "Tô nem ai" (DJ Ross Extended Remix) - 4:47 2. "Tô nem ai" (Delication Club Mix) - 6:04 3. "Tô nem ai" (Shaved Legs Club Mix) - 5:17 4. "Tô nem ai" (M's Electroglam Mix) - 5:22 - "12 — Itália 1. "Tô nem ai" (DJ Ross Extended Remix) - 4:47 2. "Tô nem ai" (DJ Ross Radio Remix) - 3:32 3. "Tô nem ai" (Radio Version) - 2:21 4. "Tô nem ai" (Delication Club Mix) - 6:04 - "12 — Reino Unido 1. "Tô nem ai" (Shaved Legs Club Mix) - 5:18 2. "Tô nem ai" (Nu Electric Remix) - 6:32 3. "Tô nem ai" (Sharon O Love Up North Remix) - 6:06 4. "Tô nem ai" (Sharon O Love Piano Feels Right Remix) - 6:10 - CD single — Alemanha 1. "Tô nem ai" (Radio Version) - 2:21 2. "Tô nem ai" (Delication Radio Edit) - 2:34 3. "Tô nem ai" (Shaved Legs Radio Edit) - 2:42 4. "Tô nem ai" (Delication Club Mix) - 6:04 5. "Tô nem ai" (Shaved Legs Club Mix) - 5:17 - CD single — Espanha 1. "Tô nem ai" (DJ Ross Radio Remix) - 3:32 - CD single — Europa 1. "Tô nem ai" (Shaved Legs Club Mix) - 5:18 2. "Tô nem ai" (Nu Electric Remix) - 6:32 3. "Tô nem ai" (Sharon O Love Up North Remix) - 6:06 4. "Tô nem ai" (Sharon O Love Piano Feels Right Remix) - 6:10 5. "Tô nem ai" (Marc Aurel Mix) - 5:55 | - CD single — Holanda 1. "Tô nem ai" (Radio Version) - 2:21 2. "Tô nem ai" (Shaved Legs Radio Edit) - 2:42 3. "Tô nem ai" (Shaved Legs Club Mix) - 5:17 - CD single — Itália 1. "Tô nem ai" (Radio Version) - 2:21 2. "Tô nem ai" (DJ Ross Radio Remix) - 3:32 3. "Tô nem ai" (Delication Radio Mix) - 2:34 4. "Tô nem ai" (Shaved Legs Radio Edit) - 2:42 5. "Tô nem ai" (DJ Ross Extended Remix) - 4:47 6. "Tô nem ai" (Delication Club Mix) - 6:04 7. "Tô nem ai" (Shaved Legs Club Mix) - 5:17 - EP digital 1. "Tô nem ai" (Original English Version) - 2:34 2. "Tô nem ai" (Original Spanish Version) - 2:34 3. "Tô nem ai" (Original Portuguese Version) - 2:34 4. "Tô nem ai" (Shaved Legs Club Mix) - 5:18 5. "Tô nem ai" (Delication Radio Mix) - 2:34 6. "Tô nem ai" (DJ Fuma Remix) - 8:28 7. "Tô nem ai" (Orange Factory English Club Mix) - 6:55 - Digital — remixes 1. "Tô nem ai" (Dance English Version) - 2:37 2. "Tô nem ai" (Dance English Edit) - 2:37 3. "Tô nem ai" (Orange Factory Mix) - 3:33 4. "Tô nem ai" (Club Edit) - 2:46 5. "Tô nem ai" (Club) - 5:38 6. "Tô nem ai" (English Version Edit) - 2:52 7. "Tô nem ai" (English Version) - 3:06 8. "Tô nem ai" (Spanish Version) - 2:35 9. "Tô nem ai" (Cuti Radio Edit Mix) - 3:33 10. "Tô nem ai" ((Cuti Extended Mix) - 5:32 11. "Tô nem ai" (Overlowdness & Ramada Extended Remix) - 5:45 |

## Prêmios e indicações
| Ano  | Prêmio          | Indicação     | Resultado |
| ---- | --------------- | ------------- | --------- |
| 2003 | Melhores do Ano | Música do Ano | Venceu    |

## Posições
| Parada musical (2003-2004)                       | Melhor posição |
| ------------------------------------------------ | -------------- |
| Alemanha (Media Control Charts)                  | 76             |
| Áustria (Ö3 Austria Top 75)                      | 46             |
| Brasil (Brasil Hot 100)                          | 1              |
| Brasil (Brasil Hot Dance Club Songs)             | 1              |
| Espanha (Productores de Música de España)        | 18             |
| Itália (Federazione Industria Musicale Italiana) | 29             |
| Países Baixos (Mega Single Top 100)              | 61             |
| Suíça (Schweizer Hitparade)                      | 57             |

| Top (2003)              | Posição |
| ----------------------- | ------- |
| Brasil (Brasil Hot 100) | 1       |

| Top (2000-2009)         | Posição |
| ----------------------- | ------- |
| Brasil (Brasil Hot 100) | 2       |